# Félibrige

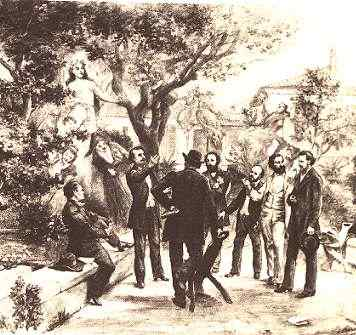
Bijeenkomst van de Félibrige in 1854

De Félibrige is een literair genootschap dat werd opgericht door Frédéric Mistral en enkele andere Provençaalse schrijvers. Het genootschap heeft tot doel om de literatuur in het Provençaals (een Occitaans dialect) en de Provençaalse cultuur te behouden en te promoten.
De Félibrige werd opgericht op 21 mei 1854 in Châteauneuf-de-Gadagne. De oprichters waren Frédéric Mistral, Joseph Roumanille, Théodore Aubanel, Jean Brunet, Paul Giéra, Anselme Mathieu en Alphonse Tavan. De naam Félibrige is afgeleid van het Provençaalse woord félibre, dat leerling of volger betekent. Ook Alphonse Daudet was lid van de Félibrige.